# Martin Pfleiderer
Martin Pfleiderer (* 1967 in Calw) ist ein Systematischer Musikwissenschaftler und lehrt als Hochschullehrer Ästhetik und Geschichte des Jazz sowie der populären Musik.

## Leben und Wirken
Pfleiderer studierte von 1988 bis 1993 Musikwissenschaft, Philosophie und Soziologie an der Justus-Liebig-Universität Gießen; zwischen 1991 und 1999 war er auch als Musikjournalist für die Frankfurter Rundschau und weitere Tageszeitungen, die Jazzthetik und den Hörfunk sowie als Aufnahmeleiter der NDR-Bigband tätig. Als Musiker (Sopran- und Tenorsaxophon) spielte er mit Ekkehard Jost (Weimarer Balladen), Burkhard Beins und Peter Niklas Wilson (Yarbles). 1998 promovierte er an der Universität Gießen mit einer Arbeit zur Rezeption von afrikanischer und asiatischer Musik im Jazz der 1960er und 1970er Jahre. Von 1999 bis 2005 wirkte er als wissenschaftlicher Assistent für Systematische Musikwissenschaft am musikwissenschaftlichen Institut der Universität Hamburg, wo er über die Bedeutung des Rhythmus in der Popularmusik habilitierte. Nachdem er 2007/2008 die Professur für Theorie, Ästhetik und Geschichte der populären Musik an der Universität Paderborn vertreten hatte, wurde er 2009 auf die neu eingerichtete Professur für Geschichte des Jazz und der populären Musik an der Hochschule für Musik Franz Liszt Weimar berufen; er ist zugleich wissenschaftlicher Leiter des Lippmann+Rau-Musikarchivs in Eisenach.
Die Schwerpunkte seiner Forschung und Lehre sind Musik in ihren kulturellen und sozialen Kontexten, Analyse des Klanggeschehens, Musik als Performance, Medialität von Musik, Visualität von Musik, genrespezifische Ästhetiken in Jazz und Popmusik sowie die Geschichtsschreibung von populärer Musik und Jazz.